# Straatpoëzie Tuindorp Oostzaan
Straatpoëzie Tuindorp Oostzaan is een kunstwerk in Amsterdam-Noord.
Na een flinke renovatie door Ymere van woningen in de wijk Tuindorp Oostzaan vroeg de woningbouwvereniging aan dichter Toon Tellegen een aantal teksten, die op diverse gevels in de wijk bevestigd konden worden. Tellegen kwam met het gedicht Als een pijl uit een onzekere boog, dat over acht gevels verspreid werd bevestigd. Tellegen liet zich daarbij inspireren door sterrenbeelden, hier naamgevers van straten en hofjes. Daarbij speelde ook ontwerper/vormgever Frank Beekers een rol. De letters zijn hoog op de gevels geplaatst om de indruk te geven dat de letters uit lucht zijn komen vallen. 
De tekst 
Nietsvermoedend en in het donker
op goed geluk vertrokken
als een pijl uit een onzekere boog
werd bevestigd op de gevel van het Sagittahof hoek Meteorenweg, een van de ingangen van de buurt. Sagittahof is daarbij vernoemd naar sterrenbeeld Pijl.